# 고토 요시카즈
고토 요시카즈(일본어: 後藤 義一, 1964년 2월 20일 ~ )는 일본의 전 축구 선수이다.

## 구단 경력
1986년 일본 사커 리그의 후루카와 전공(제프 유나이티드 이치하라)에 입단했다. 1986년에 JSL컵 우승을 차지했다. 1995년까지 220경기에 출전하여, 25득점을 넣었다. 1996년 재팬 풋볼 리그의 콘사돌레 삿포로로 이적했다. 1997년 재팬 풋볼 리그 우승으로 J1리그로 승격했다. 1999년 일본 풋볼 리그의 요코하마 FC로 이적했다. 2000년 일본 풋볼 리그 우승으로 J2리그로 승격했다. 2003년까지 120경기에 출전하여, 5득점을 넣었다. 2003년후 현역 은퇴.